# Тарановський Кирил Федорович
Тарановський Кирил Федорович (19 березня 1911, Юр'єв — 18 грудня 1993, Арлінгтон, Массачусетс) — американський філолог-славіст російсько-польського походження, один з найбільш відомих віршознавців XX століття. Праці з російської та слов'янської метрики, поезії Мандельштама, семантики поетичної мови.
Народився в родині професора права Федора Васильовича Тарановського в Юр'єві. У 1920 році разом з батьками емігрував до Югославії.
Закінчив сербську гімназію і два факультети Бєлградського університету: спочатку юридичний (1933), згодом філологічний (1936). В кінці 1930-х років навчався також в Карловому університеті Праги, де великий вплив на нього справило тісне спілкування з членами Празького лінгвістичного гуртка і особливо з Р. О. Якобсоном. У молодості займався літературною творчістю (вірші, переклади з російської та польської, літературна і театральна критика). З 1931 року вивчав творчість Осипа Мандельштама. Навчався в аспірантурі під керівництвом А. Бєлича. У липні 1941 року (вже після окупації Югославії) захистив у Белграді докторську дисертацію про російські двоскладові розміри, що стала, після її публікації в 1953 році, однією з найвідоміших робіт з поетики в XX столітті. Викладав у Бєлградському університеті.
У 1958 році переїхав до США, викладав в Каліфорнійському університеті в Лос-Анджелесі (1959—1963) і в Гарвардському університеті (1958—1959 і 1963—1981), вів семінар з Мандельштама.
З 1981 року у відставці.

## Теорія підтексту
У роботах Тарановського про поезію Мандельштама переосмислюється поняття «підтексту». На відміну від попередньої традиції використання цього терміна, Тарановський говорить про підтекст як про відсилання до попереднього тексту, що підтримує або розкриває поетичну посилку подальшого тексту. З точки зору Тарановського, для всього європейського мистецтва XX століття (поезії, живопису, музики) характерний метод своєрідної «шифровки», одним із засобів якої і є використання підтекстів, як своєрідних ключів до художнього твору, що полегшують розуміння його сенсу. Роботи Тарановського в цій області заклали основи сучасних теорій «інтертекстуальності».